# Euceros sachalinensis
Euceros sachalinensis là một loài tò vò trong họ Ichneumonidae.